# Ectenessa zamalloae
Ectenessa zamalloae là một loài bọ cánh cứng trong họ Cerambycidae.